# Seznam dirigentov
Seznam dirigentov zajema večino svetovno znanih neslovenskih dirigentov.

## A
- Claudio Abbado
- Maurice Abravanel
- Salvatore Accardo (bolj znan kot violinist)
- Marin Alsop
- Ernest Ansermet
- Bruno Aprea
- Vladimir Ashkenazy (znan tudi kot pianist)

## B
- Sir John Barbirolli
- Daniel Barenboim
- Rudolf Barshai
- Leon Barzin
- Serge Baudo
- Sir Thomas Beecham
- Ludwig van Beethoven (bolj znan kot skladatelj)
- Eduard van Beinum
- Jiri Belohlávek
- Umberto Benedetti Michelangeli
- Paavo Berglund
- Leonard Bernstein
- Hector Berlioz (bolj znan kot skladatelj)
- Gary Bertini
- Leo Blech
- Karl Böhm
- Richard Bonynge
- Willi Boskovsky (bolj znan kot violinist)
- Pierre Boulez
- Sir Adrian Boult
- Benjamin Britten (bolj znan kot skladatelj)
- Max Bruch (bolj znan kot skladatelj)
- Adolf Busch
- Fritz Busch

## C
- Oleg Caetani
- Sarah Caldwell
- Guido Cantelli
- Roberto Carnevale
- Felix Carrasco
- Sergiu Celibidache
- Riccardo Chailly
- Stuart Challender
- Chan Tze Law
- Evan Christ
- Michael Christie
- Myung-Whun Chung
- André Cluytens
- Aaron Copland (bolj znan kot skladatelj)
- Robert Craft

## D
- Sir Andrew Davis
- Carl Davis
- Sir Colin Davis
- Thomas Dausgaard
- Victor De Sabata
- Odaline de la Martinez
- David de Villiers
- Dean Dixon
- Christoph von Dohnanyi
- Plácido Domingo (bolj znan kot tenor)
- Antal Doráti
- Riccardo Drigo
- Charles Dutoit

## E
- Sixten Ehrling
- Christoph Eschenbach

## F
- Tomislav Fačini
- JoAnn Falletta
- Frederick Fennell
- Franco Ferrara
- Arthur Fiedler
- Mikko Franck
- Louis Frémaux
- Ferenc Fricsay
- Rafael Frühbeck de Burgos
- Wilhelm Furtwängler

## G
- Lamberto Gardelli
- Sir John Eliot Gardiner
- Gianandrea Gavazzeni
- Gianluigi Gelmetti
- Valerij Gergijev
- Carlo Maria Giulini
- Jane Glover
- Navid Gohari
- Nikolaj Golovanov
- Sir Eugene Goossens
- Vittorio Gui

## H
- Hartmut Haenchen
- Emmanuelle Haïm
- Bernard Haitink
- Sir Charles Hallé
- Vernon Handley
- Nikolaus Harnoncourt
- Sir Hamilton Harty
- Sir Bernard Heinze
- Walter Hendl
- Philippe Herreweghe
- Richard Hickox
- Christopher Hogwood (tudi čembalist)
- Jascha Horenstein

## I
- Helmut Imig
- Eliahu Inbal
- Hiroyuki Iwaki

## J
- Isaiah Jackson
- Mariss Jansons
- Neeme Järvi
- Paavo Järvi (sin Neemeja Järvi-ja)
- Graeme Jenkins
- Eugen Jochum
- Louis-Antoine Jullien (1812-1860) http://louisjullien.site.voila.fr Arhivirano 2010-01-11 na Wayback Machine.

## K
- Robert Kajanus
- Tõnu Kaljuste
- Okko Kamu
- Shigeru Kan-no (bolj znan kot skladatelj)
- Herbert von Karajan
- Joseph Keilberth
- Rudolf Kempe
- Istvan Kertesz
- Carlos Kleiber
- Erich Kleiber
- Otto Klemperer
- Paul Kletzki
- Zoltán Kocsis (bolj znan kot pianist)
- Kiril Kondrashin
- Franz Konwitschny
- Serge Koussevitzky
- Clemens Krauss
- Henry Krips
- Josef Krips
- Rafael Kubelik
- Sigiswald Kuijken
- Efrem Kurtz

## L
- Erich Leinsdorf
- Gustav Leonhardt
- Gilbert Levine
- James Levine
- Raymond Leppard
- Andrew Litton
- David Lockington
- Jesus Lopez Cobos
- Uroš Lajovic

## M
- Peter Maag
- Lorin Maazel
- Sir Charles Mackerras
- Zdenek Macal
- Gustav Mahler (znan kot skladatelj in dirigent)
- Sir Neville Marriner
- Jean Martinon
- Eduardo Marturet
- Kurt Masur
- Eduardo Mata
- Lovro von Matačič
- Henry Mayer
- Bobby McFerrin
- David Measham
- Zubin Mehta
- Amos Meller
- Willem Mengelberg
- Yehudi Menuhin (bolj znan kot violinist)
- Dimitri Mitropoulos
- Francesco Molinari-Pradelli
- Jevgenij Mravinski
- Pierre Monteux
- Karl Muck
- Charles Munch
- Riccardo Muti

## N
- Kent Nagano
- Václav Neumann
- Yannick Nézet-Séguin
- Sir Roger Norrington
- Jens Nygaard

## O
- Peter Oundjian
- Karl Österreicher
- Sakari Oramo
- Eugene Ormandy
- Seiji Ozawa

## P
- Paul Paray
- Tibor Paul
- Rudolf Pekarek
- Christof Perick
- Libor Pesek
- Trevor Pinnock
- Mikhail Pletnev (znan tudi kot pianist)
- Joseph Post
- Georges Pretre
- André Previn
- Sir John Pritchard
- Walter Proost

## Q
- Helen Quach

## R
- Beat Raaflaub
- Ezra Rachlin
- Gal Rasché
- Sir Simon Rattle
- Fritz Reiner
- Karl Richter
- Fritz Rieger
- Helmuth Rilling
- Stanford Robinson
- Artur Rodzinski
- Hans Rosbaud
- Mstislav Rostropovič (znan tudi kot violončelist)
- Witold Rowicki
- Gennadij Rozhdestvenski
- Max Rudolf
- John Rutter (bolj znan kot skladatelj)

## S
- Esa-Pekka Salonen
- Carmelo Luca Sambataro
- Kurt Sanderling
- Michele Santorsola
- Jukka-Pekka Saraste
- Sir Malcolm Sargent
- Wolfgang Sawallisch
- Gerd Schaller
- Hermann Scherchen
- Thomas Schippers
- Ole Schmidt
- Hans Schmidt-Isserstedt
- Carl Schuricht
- Gerard Schwarz
- Leif Segerstam
- Tullio Serafin
- Lior Shambadal
- Robert Shaw
- Nathaniel Shillkret
- Constantin Silvestri
- Giuseppe Sinopoli
- Sergej Skripka
- Stanislaw Skrowaczewski
- Felix Slatkin
- Leonard Slatkin
- Václav Smetaček
- Sir Georg Solti
- Saulius Sondeckis
- Sir William Southgate
- William Steinberg
- Markus Stenz
- Leopold Stokowski
- Richard Strauss (bolj znan kot skladatelj)
- Igor Stravinski (bolj znan kot skladatelj)
- Gustave Strube
- Masaaki Suzuki
- Jevgenij Svetlanov
- Hans Swarowski
- George Szell

## Š
- Maksim Šostakovič

## T
- Václav Talich
- Muhai Tang
- Jeffrey Tate
- Vilem Tauski
- Yuri Temirkanov
- Klaus Tennstedt
- Michael Tilson Thomas
- Theodore Thomas
- Patrick Thomas
- Bryden Thompson
- Georg Tintner
- Arturo Toscanini

## V
- Marcello Viotti

## W
- Edo de Waart
- Richard Wagner (bolj znan kot skladatelj)
- Bruno Walter
- Günter Wand
- Felix Weingartner
- Walter Weller
- Franz Welser-Möst
- Sir David Willcocks

## Y
- Simone Young

## Z
- Benjamin Zander
- Hans Zender
- Alberto Zelman
- David Zinman